# تامتینگا
تامتینگا شهری در شهرستان کومبیسیری در استان بازگا در بورکینافاسوی مرکزی است و جمعیت آن ۳۱۳ نفر است.